# Гемлок (Мічиган)
Гемлок (англ. Hemlock) — переписна місцевість (CDP) в США, в окрузі Сегіно штату Мічиган. Населення — 1408 осіб (2020).

## Географія
Гемлок розташований за координатами 43°25′18″ пн. ш. 84°14′24″ зх. д. / 43.42167° пн. ш. 84.24000° зх. д. (43.421637, -84.239945).  За даними Бюро перепису населення США в 2010 році переписна місцевість мала площу 6,58 км², з яких 6,52 км² — суходіл та 0,06 км² — водойми.

## Демографія
Згідно з переписом 2010 року, у переписній місцевості мешкало 1466 осіб у 593 домогосподарствах у складі 414 родин. Густота населення становила 223 особи/км².  Було 638 помешкань (97/км²).
Расовий склад населення:
| - 97,1 % — білих - 0,2 % — корінних американців - 0,1 % — чорних або афроамериканців - 0,1 % — азіатів |

До двох чи більше рас належало 1,7 %. Частка іспаномовних становила 3,3 % від усіх жителів.
За віковим діапазоном населення розподілялося таким чином: 25,6 % — особи молодші 18 років, 59,1 % — особи у віці 18—64 років, 15,3 % — особи у віці 65 років та старші. Медіана віку мешканця становила 38,4 року. На 100 осіб жіночої статі у переписній місцевості припадало 91,1 чоловіків;  на 100 жінок у віці від 18 років та старших — 84,1 чоловіків також старших 18 років.
Середній дохід на одне домашнє господарство  становив 60 802 долари США (медіана — 58 646), а середній дохід на одну сім'ю — 68 242 долари (медіана — 64 861). Медіана доходів становила 48 150 доларів для чоловіків та 41 607 доларів для жінок. За межею бідності перебувало 6,8 % осіб, у тому числі 7,5 % дітей у віці до 18 років та 5,5 % осіб у віці 65 років та старших.
Цивільне працевлаштоване населення становило 759 осіб. Основні галузі зайнятості: освіта, охорона здоров'я та соціальна допомога — 22,0 %, виробництво — 15,5 %, роздрібна торгівля — 14,1 %.